# Juke Box (Peppino di Capri)
Juke-Box è il ventiseismo album di Peppino di Capri, pubblicato dall'etichetta Splash nel 1982. 

## Descrizione
Si tratta di una rivisitazione di classici anni 50 e 60, che furono già incisi dall'artista agli albori della sua carriera insieme al suo gruppo i Rockers, alcuni anche con un ottimo riscontro di pubblico. La maggior parte sono cover di brani statunitensi, come la maggior parte sono cantate in lingua inglese. Con "Forever" Di Capri ha preso parte al Festivalbar di quell'anno.
I cori dell'album furono interamente eseguiti dal famoso gruppo partenopeo Il Giardino dei Semplici.

## Tracce
Lato A
1. Forever (De Angelis e Marcucci) 2:43
2. St. Tropez Twist (Cenci e Faiella) 2:32
3. Why (De Angelis e Marcucci) 3:18
4. Malatia (Romeo e Caslow) 3:18
5. Passion Flower (Bolkin, Murlogh e Gerfied) 1:53
6. Speedy Gonzales (Gentile, Kaye, Hill e Lee) 2:43

Lato B
1. Little Darlin' (Williams) 2:23
2. Baby (Spector, Lepore e Barry) 3:11
3. Venus (Ed Marshall) 2:31
4. Let's Twist Again (Dave Appel e Xal Mann) 2:28
5. I Marziani [Martian hop!] (Cenci, Spirt, Lawrence e Reppaport) 2:54